# هاينز بوزه
هاينز بوزه (بالألمانية: Heinz Pose)‏ (و. 1905 – 1975 م) هو فيزيائي، وأستاذ جامعي من ألمانيا . ولد في كونيغسبرغ .
وكان عضواً في الحزب النازي .وكان عضواً في كتيبة العاصفة .
توفي في درسدن ، عن عمر يناهز 70 عاماً.

## التعليم
تعلم في جامعة كونيغسبرغ، وجامعة هاله، وجامعة غوتنغن

## مناصب وهيئات
أدار جامعة دريسدن التقنية.

## جوائز
حصل على جوائز منها:
- ترتيب الاستحقاق الوطني الذهبي.